# Związek Federalny Państw Chrześcijańskich
Związek Federalny Państw Chrześcijańskich - organizacja międzynarodowa, której projekt przedstawił w 1611 Karol de Saint Pierre w dziele Memoriał o ustanowieniu wiecznego pokoju w Europie. Miała mieć przede wszystkim charakter antyislamski. Obecnie najczęściej wspomina się ją z powodu zastosowania w tekście terminu Unia Europejska, który autor traktuje jak synonim nazwy związku.
Najważniejszym organem miał być Senat, złożony z przedstawicieli państw członkowskich i rezydujący w Utrechcie. Do sfer podstawowych kompetencji Związku należały:
- rozwiązywanie konfliktów terytorialnych, politycznych i handlowych
- stosowanie sankcji zbrojnych celem wyegzekwowania wcześniej wydanych decyzji

Realizacja sankcji militarnych była możliwa dzięki kontyngentom wojskowym, dostarczanym przez państwa członkowskie. Siły zbrojne nie miały jednak charakteru samodzielnego organu związku. W przypadku rewolty lub niestabilności wewnętrznej na terytorium jednego z członków, pozostali mieli prawo do interwencji, stąd pogląd, że projekt ten stał się inspiracją dla utworzenia Świętego Przymierza. Senat miał kontrolować liczebność wojsk państw członkowskich, nie mógł jednak narzucać im ilościowych limitów, lecz miał raczej monitorować i dyskutować rozwój poszczególnych armii. De facto chodziło tu więc o realizację koncepcji pokoju przez rozbrojenie. Senat powoływał także Izby Handlowe, a te z kolei tworzyły organy rozjemcze zajmujące się rozwiązywaniem sporów o charakterze gospodarczym.
Decyzje w Senacie mogły zapadać jednogłośnie (w sprawach pokoju i bezpieczeństwa), większością 2/3 (w sprawie przyjęcie nowych członków) lub zwykła większością (w pozostałych sprawach). 
Projekt ten zawiera także historycznie pierwszą definicją przestępcy międzynarodowego, nazywając tak decydenta politycznego odpowiedzialnego za wywołanie konfliktu.